# Theophil Spoerri (Theologe, 1939)
Theophil Spoerri (Geburtsname und heutiges Pseudonym: Ben-Jizchak Feinstein; * 1939 in Iași) ist ein Schweizer Lehrer, reformierter Pfarrer und Seelsorger; Bruder von Daniel und Miriam Spoerri.

## Leben
Spoerri ist ein Sohn eines rumänischen chassidischen Juden und einer Schweizerin mit pietistischem Hintergrund. Nachdem sein Vater im Iași-Pogrom 1941 ermordet worden war, kehrte seine Frau mit ihren sechs Kindern in die Schweiz zurück.
Spoerri wurde Primarlehrer und studierte danach Theologie an der Kirchlich-Theologischen Schule in Basel. Langjährig arbeitete er als Gemeindepfarrer in der Evangelisch-reformierten Kirchgemeinde Oekolampad und als Seelsorger am Universitätsspital Basel.
Unter dem Namen Ben-Jizchak Feinstein interpretiert er seit etwa 1980 jiddische Lieder. Seine Erfahrungen als Gemeindepfarrer und Seelsorger fasste er 2004 in seinem Buch Spitalseelsorge als Anachronismus zusammen. 2010 veröffentlichte er die autobiografische Fiktion und Familiensaga Perlen für Messias. Spoerri ist Vizepräsident des Basler sozialen Kulturprojekts 3/klang und lebt in Basel.

## Publikationen

### Schriften
- Geschichten vom Übergang: Erfahrungen bei der Begleitung sterbender Menschen. Theodor Boder Verlag, Mumpf 2004, ISBN 978-3-7245-0832-8.
- Spitalseelsorge als Anachronismus. Mit einem Geleitwort von Hartmut Raguse. Friedrich Reinhardt Verlag, Basel 2004, ISBN 978-3-7245-1318-6.
- Perlen für Messias: Die Goldstein-Hufschmid-Saga. Huber, Frauenfeld 2010, ISBN 978-3-7193-1557-3.
- Perlen für Messias: Die Goldstein-Hufschmid-Saga. Theodor Boder Verlag, Mumpf 2016, ISBN 978-3-905802-61-0.
- Perlen für Messias: Die Goldstein-Hufschmid-Saga. Theodor Boder Verlag, Mumpf 2013, ISBN 978-3-905802-47-4.
- Lydias Dankhefte: Ein Sohn auf den Spuren seiner Mutter. Theodor Boder Verlag, Mumpf 2013, ISBN 978-3-905802-54-2.
- Vaterspurensuche: Bericht über eine Reise in die rumänische Moldau und Bukowina im Mai 2012. Theodor Boder Verlag, Mumpf 2016, ISBN 978-3-905802-68-9.

### Hörbuch
- Homer Bärndütsch: Odyssee. Theodor Boder Verlag, Mumpf 2013, ISBN 978-3-905802-30-6.